# Alberyk III
Alberyk III (ur. w X wieku, zm. w 1044) – hrabia Spoleto, konsul i władca Rzymu od ok. 1013 roku.

## Życiorys
Był synem patrycjusza rzymskiego Grzegorza i jego żony Marii. Jego dwaj starsi bracia Teofilakt i Romanus byli papieżami. Za czasów pontyfikatu Benedykta VIII pracował w sądownictwie miejskim, a po objęciu Stolicy Piotrowej przez Jana XIX, został przeniesiony na Lateran. Żoną Alberyka była Ermelina, z którą miał czterech synów: Teofilakta, Grzegorza, Piotra i Oktawiana. Po śmierci Jana XIX, Alberyk (wówczas głowa rodu Tusculum), przekupił wyborców i doprowadził do elekcji swojego syna Teofilakta, który przyjął imię Benedykt IX.